# 李麗華
李麗華（1924年8月17日—2017年3月19日），生於上海，电影演员、歌手。演藝生涯活躍於1940年至1980年，兩度獲得金馬獎影后，在2015年和2016年各分別獲頒金馬獎終身成就獎和香港電影金像獎終身成就獎 。

## 生平
李麗華出生於上海，原籍河北，乳名「小咪」，父李桂芳及母張少泉皆為京劇名伶。自幼拜師京劇名宿穆鐵芬和章遏云的門下學戲，16歲時獲上海藝華影業公司老闆嚴春堂賞識，投身影圈首部參演作品《三笑》（1940）票房報捷，一炮而紅，隨後演出了《千里送京娘》（1940）、《魂斷藍橋》（1941）等。抗戰期間留居上海，當時各電影公司被日本政權整合成中華電影聯合股份有限公司，她為該公司拍攝了《博愛》、《花月良宵》（同為1942）、《萬紫千紅》（1943）、《春江遺恨》（1944）等，戰後一度被劃為漢奸，終獲平反，遂重投影圈，演出了黃佐臨首次執導的電影《假鳳虛凰》（1947）。
1948年，李麗華應永華影業公司創辦人李祖永之邀，南下香港加盟永華，演出了《春雷》、《海誓》（同為1949），開展輝煌的演藝事業。之後曾替長城、龍馬、新華、邵氏父子及國泰等電影公司拍片，主演《說謊世界》（1950）、《花姑娘》、《誤佳期》（同為1951）、《拜金的人》（1952）、《小鳳仙》（1953）、《秋瑾》（1953）、《海棠紅》（1955）、《蝴蝶夫人》（1956）等。其中《秋瑾》一片，获蒋介石盛赞。
1954年創辦麗華影業公司，曾攝製《一鳴驚人》（1954）和《萬里長城》（1957），既演出，後者更兼任出品人。1958年，她曾出任美國片《飛虎嬌娃》（China Doll）的女主角，為華語影星進軍好萊塢第一人，期間拒绝拍攝和美國男星維克多·邁徹的吻戏。而後蒋介石亲自表态支持李丽华。六十年代加盟邵氏兄弟（香港）有限公司，李翰祥為她量身打造《楊貴妃》（1962）、《武則天》（1963）兩部史詩巨作，前者獲坎城影展評委會大獎，是華語片首次在坎城獲獎。
1973年李麗華與丈夫移民美国。其後應胡金銓邀請拍攝了《迎春閣之風波》（1973）。往後斷續拍攝了小量電影，拍畢《新紅樓夢》（1978）便告別銀幕。
李丽华从影的1940至78年间，在滬、港、台三地主演近120部電影，曾與眾多導演結片緣，不少更是導演的首作，像嚴俊的《巫山盟》（1953）、易文的《小白菜》（張善琨合導，1955）和李翰祥的《雪裡紅》（1956）。她先後憑《新啼笑姻緣》（1964）及《揚子江風雲》（1969）兩度獲台灣金馬獎最佳女主角。其戲路寬廣，演活眾多不同類型角色，素有「影壇長青樹」稱號。
1980年4至5月间，在原國民黨軍官賈伯濤之女、美國華僑賈麗妮的陪同下，李麗華到北京、上海等地探亲访友半个月。在京期间，她获时任全国人大常委会副委员长邓颖超、文化部副部长王阑西及中国电影家协会主席夏衍等高层会见。一批昔日影艺圈旧友，包括侯宝林、吴祖光、梅熹、王人美等，亦获安排与她会面。在上海期间访见了友人刘琼、舒适、王丹凤等。李麗華此行引起台灣政府強烈不滿。李返美後幾個月，嚴俊便在紐約心臟病發逝世。台灣電影界原打算為嚴俊舉行追悼會，但有人批評李麗華晚節不保，結果只能作罷。此後多年的金馬獎盛會，也沒有邀請李麗華參加。1985年，李麗華低调再赴大陸探親。
1993年，李麗華赴台灣獲颁第三十屆金馬獎頒發資深影人紀念獎。翌年接受電視台綜藝節目訪問，宣傳重新錄製的經典老歌唱片。1996年還出席李登輝總統就職典禮，之後，未再公開露面。直至2015及16年，她先後接受金馬獎及金像獎頒授「終身成就獎」。
2017年3月19日，李麗華於香港辭世，享壽93歲。

## 个人生活
李麗華第一任丈夫是泰豐百貨少東张绪谱，外号「小山东」，是烟台泰生东染料行创办人张颜山的七儿子。据张绪谱之弟张绪谔记载，1943年张家在上海法租界开设泰丰百货公司，邀请影星李丽华、胡枫剪彩，促成姻缘。 同年兩人結婚，育有一女。1948年李麗華迁居香港，与张离婚。1980年，李丽华受邀回国，在官方安排下，前夫张绪谱特從青島到北京与李丽华见面，不久后张去世。
1950年，李丽华与陶金拍摄大光明影业的《诗礼传家》期间相恋，然而陶金当时已有妻女。1951年2月，港英政府将大光明影业集体遣返上海，李丽华离别时与陶金约定离婚后再续前缘，唯返沪后陶妻章曼苹坚拒，陶金乃写信告知李丽华其決定。陶金夫妇后受政治迫害，但相伴终老。
李麗華17岁时在上海认识嚴俊，兩人是乾兄妹。1957年结婚，1959李麗華赴美生下二女儿嚴德蘭。1971年11月，嚴俊拍攝台灣鼎立電影公司的《活著為了你》（1972）期間，因過渡勞累數度昏迷，醫生建議不宜再從事導演工作。1973年两人移居美国。後因商业投资失利，李丽华在纽约曼哈顿西区上城與友人合开中餐馆，严俊在中国城金洋银行打工。1980年8月，严俊心脏病发，在纽约家中去世。据蒋介石副官翁元称，李丽华和嚴俊是蒋介石最喜欢的两位演员。
李麗華第三任丈夫是荣氏企业吴昆生（1884-1975）长子、上海棉紡業富商吳中一（1911-2006）。两人40年代初相识于上海，因家族反對而分開，男方娶陳韻明並生有二子五女，女方則先後嫁給張緒譜和嚴俊。共产党占领上海前，吴随其父吴昆生赴香港，任香港伟纶纱厂常务董事，对同时在港的李丽华多有照顾，然吴家人依然反對，1949年8月吳中一由港返沪，主持申新九廠。1964年任第三届全国人大代表，1978年和1988年分别人全国政协第五届、第七届委员。吳中一在文革中受到衝擊，肋骨被打斷，從此傷殘，直不起腰。1972年底，因父病危，获准来港，父逝后留港繼任偉倫董事長，并与在美国的李麗華取得联系。嚴俊去世后，李丽华与之相伴晚年。吳中一原配長居美國，直到病逝，李麗華才于80岁时第三次結婚。

## 作品
- 電影香江（紀錄片）（2009年）
- 媽祖（1980年）
- 新紅樓夢（1978年）
- 神拳三壯士（1976年）
- 鬼狐（1976年）
- 迎春閣之風波（1973年）
- 大漢兒女（1971年）
- 大地春雷（1971年）
- 金玫瑰（1971年）
- 長江一號（1971年）
- 金葉子（1970年）
- 一封情報百萬兵（1970年）
- 鬼狐外傳（1970年）
- 喜怒哀樂（1970年）
- 揚子江風雲（1969年）
- 山河血（1969年）
- 連瑣（1967年）
- 盜劍（1967年）
- 觀世音（1967年）
- 魂斷奈何天（1966年）
- 萬古流芳（1965年）
- 七七敢死隊（1965年）
- 怒海情仇（1965年）
- 紅伶淚（1965年）
- 梁山伯與祝英台（1964年）
- 一毛錢（1964年）
- 故都春夢（新啼笑因緣）（1964年）
- 第二春（1963年）
- 武則天（1963年）
- 閻惜姣（1963年）
- 楊乃武與小白菜（1963年）
- 秦香蓮（1963年）
- 黑狐狸（1962年）
- 楊貴妃（1962年）
- 黑夜鎗聲（1960年）
- 風雨歸舟（1959年）
- 貴婦風流（1959年）
- 飛虎嬌娃（China Doll）（1958年）
- 元元紅（1958年）
- 天作之合（1957年）
- 游龍戲鳳（1957年）
- 娘惹與峇峇（1956年）
- 黑妞（1956年）
- 臥薪嘗膽（1956年）
- 蝴蝶夫人（1956年）
- 盲戀（1956年）
- 少奶奶的秘密（1956年）
- 風雨牛車水（1956年）
- 鬼戀（1956年）
- 雪里紅（1956年）
- 戀之火（1956年）
- 小鳳仙（續集）（1955年）
- 櫻都艶跡（1955年）
- 海棠紅（1955年）
- 茶花女（1955年）
- 小白菜（1955年）
- 春情烈火（1954年）
- 玫瑰玫瑰我愛你（1954年）
- 風蕭蕭（1954年）
- 萬里長城（1954年）
- 一鳴驚人（1954年）
- 秋瑾（1953年）
- 銀海千秋（1953年）
- 小鳳仙（1953年）
- 寒蟬曲（1953年）
- 仲夏夜之戀（1953年）
- 孽海情天（1953年）
- 巫山盟（1953年）
- 滿園春色（1952年）
- 勾魂艷曲（1952年）
- 拜金的人（1952年）
- 詩禮傳家（1952年）
- 新紅樓夢（1952年）
- 花姑娘（1951年）
- 誤佳期（1951年）
- 火鳳凰（1951年）
- 血海仇（1951年）
- 豪門孽債（1950年）
- 說謊世界（1950年）
- 冬去春來（1950年）
- 駝龍（1949年）
- 海誓（1948年）
- 紅粉盜（1948年）
- 春雷（1948年）
- 女大當嫁（1948年）
- 春殘夢斷（1947年）
- 艶陽天（1947年）
- 三女性（1947年）
- 假鳳虛凰（1946年）
- 春江遺恨（1944年）
- 萬紫千紅（1944年）
- 賣花女（1943年）
- 秋海棠（1942年）
- 秋（1941年）
- 薄命佳人（1941年）
- 英烈傳（1941年）
- 魂斷藍橋（1941年）
- 隱身女俠（1940年）
- 千里送京娘（1940年）
- 三笑（續集）（1940年）
- 三笑（1940年）

## 音樂專輯
- 淚

## 電視演出
- 聖劍千秋（台視，1975年）：飾李十娘